# دیمیتار رانگلوف
دیمیتار رانگلوف (انگلیسی: Dimitar Rangelov؛ زادهٔ ۹ فوریهٔ ۱۹۸۳) یک بازیکن فوتبال اهل بلغارستان است.
از باشگاه‌هایی که در آن بازی کرده‌است می‌توان به باشگاه فوتبال بروسیا دورتموند، باشگاه فوتبال ارتسگبیرگ آئو، استراسبورگ، باشگاه فوتبال مکابی تل‌آویو، انرژی کوتبوس، لوتسرن و باشگاه فوتبال کونیاسپور اشاره کرد.
وی همچنین در تیم ملی فوتبال بلغارستان بازی کرده است.